# Pelegrí Casanova i Ciurana
Pelegrí Casanova i Ciurana   (València, 21 de desembre de 1849 - València, 13 de juny de 1919) fou un metge valencià, cèlebre per ser un dels grans promotors de l'evolucionisme a Espanya.

## Biografia
Pelegrí Casanova estudia medicina a València, i posteriorment realitza el doctorat a Madrid. Allí entra en contacte amb el darwinisme, gràcies al seu mestre Aureliano Maestre de San Juan, que exerciria també una gran influència en Ramón y Cajal.
En 1875 Casanova obté la càtedra d'Anatomia Descriptiva i General en la Facultat de Medicina de la Universitat de València, lloc que ocupa durant més de 40 anys. Des de 1890 codirigeix la Revista de Especialidades Médico-Quirúrgicas, que va aparéixer durant dos anys. També és membre i arriba a presidir dues de les entitats científiques valencianes més rellevants del moment: la Reial Acadèmia de Medicina Valenciana, de 1894 a 1896 i l'Institut Mèdic Valencià entre 1897 i 1900. En 1898 és nomenat degà de la Facultat de Medicina, càrrec que ocupa fins a la seva mort.
En 1909 participa de manera destacada en l'homenatge que els estudiants de medicina reten a Darwin, amb motiu de l'aniversari del seu naixement. En efecte, gràcies a Casanova, la Facultat de Medicina de València fou el principal nucli del darwinisme a Espanya. 

## Obra

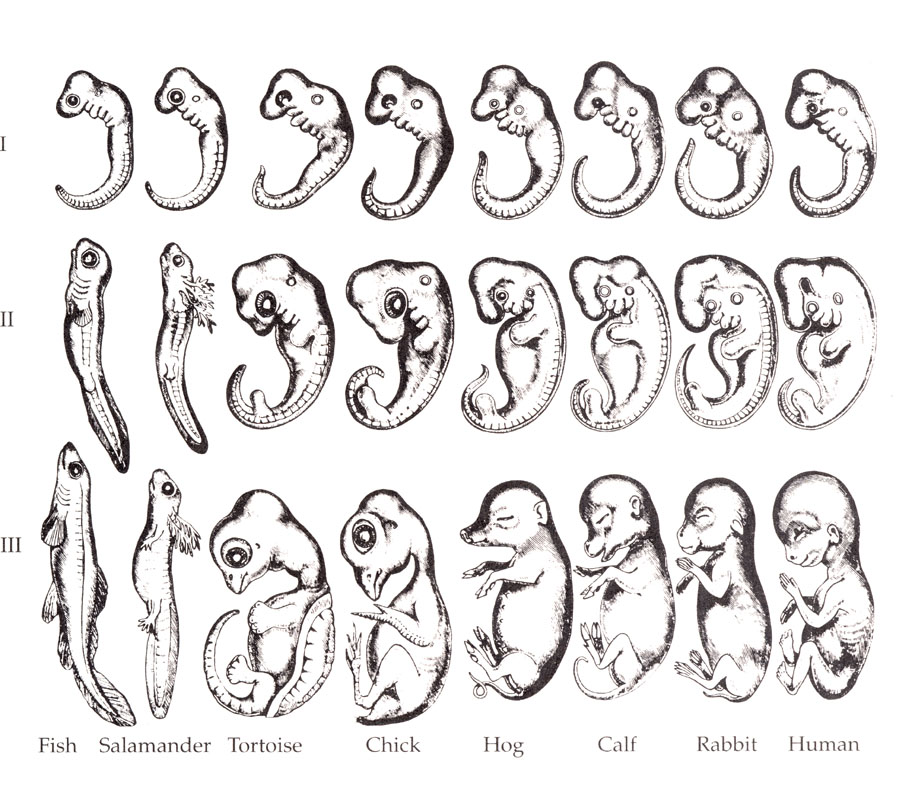
Llei biogenètica d'Ernst Haeckel.

S'interessa per camps molt diversos de la medicina, entre els quals destaca el camp de la morfologia. En efecte, Casanova segueix els cursos d'Ernst Haeckel, amb el qual manté una llarga correspondència.
Casanova continua els seus treballs i en 1882 publica El antropomorfismo ante la ciencia contemporánea. Les postures evolucionistes defensades en aquesta obra provoquen en l'ambient acadèmic conservador una gran hostilitat cap a ell. A causa d'això, Casanova es refugia en l'ensenyament i en la pràctica de l'otorrinolaringologia. En aquest camp, destaca pels seus estudis d'otologia, disciplina sobre la qual va publicar diversos articles en revistes de medicina.
En memòria seua, la biblioteca de Ciències de la Salut de la Universitat de València porta el seu nom.